# Ópata

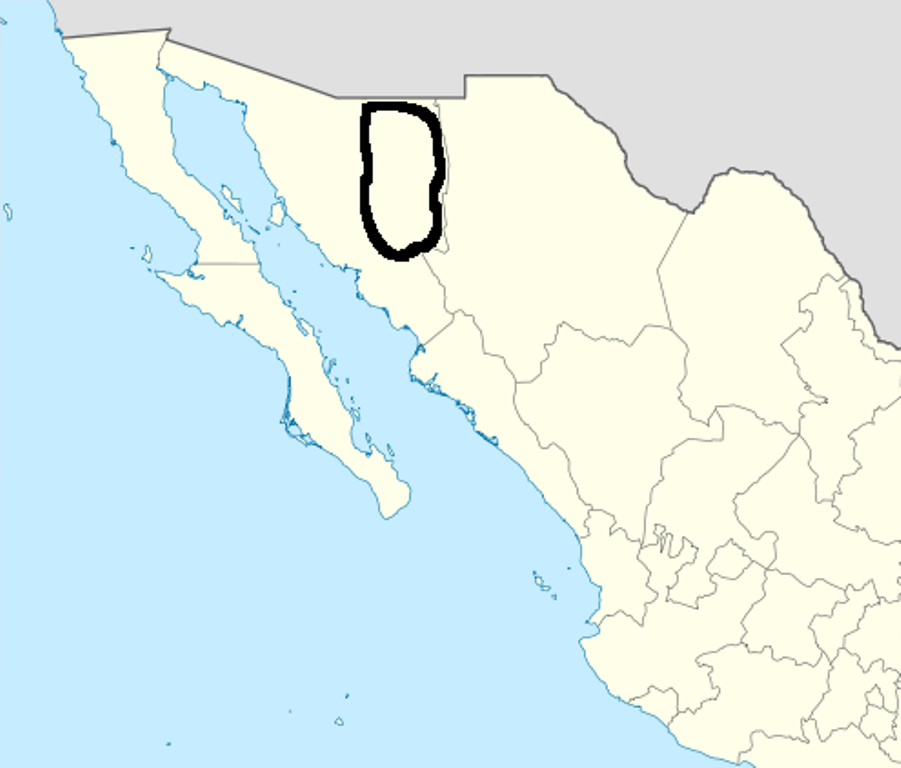
Región ópata

Los ópatas –también llamados tehuimas o tegüimas– son un grupo étnico de indígenas mexicanos a punto de desaparecer como unidad étnica única diferenciada. Habitan en las montañas de Sonora y Chihuahua, México. Forman parte de la familia yuto-azteca del grupo taracahitiano. Desde 1950 no se han registrado hablantes de su lengua y únicamente se conservan pocas frases aisladas. La lengua ópata pertenece, como el tarahumara, el mayo y el yaqui, al grupo de los Pueblos taracahítas. En 2005, se contaron 5 miembros de la etnia en Arivechi.

## Etnología
Los ópatas no tuvieron artesanías propiamente dichas, exceptuando la cestería. Si hacían cerámica era principalmente para uso propio. Además fabricaban bateas y cucharas de madera.
Los centros para las actividades religiosas del grupo ópata son los templos católicos. El santo más común entre los ópatas es San Isidro Labrador, muy venerado en toda el área y patrón de varias aldeas.

## Historia
La palabra ópata significa "gente hostil" en lengua pima y era el término usado por los pimas cuando se referían a los ópatas. Al parecer los ópatas se habrían referido a sí mismos simplemente como tehuima, "gente".
En el siglo XIX se identificaron cuatro distintas tribus o grupos: jovas, eudeves, teguies y teguimas.
Según los historiadores, el mestizaje en Sonora se dio con los ópatas más que con ninguna otra etnia indígena. Y a pesar de ser leales al gobierno mexicano, en 1820 se rebelaron como parte de un movimiento para lograr un país independiente al noroeste de México, regido por indígenas, pero al poco tiempo fueron derrotados.
En 1849 en Sonora se les consideraba la principal barrera que defendía al estado de las incursiones apaches. "Los ópatas son tan honrados como valientes; su educación, única cosa que han heredado de sus padres, es más bien guerrera que supersticiosa... sus juegos, bailes y cantos conspiran al ejercicios de las fuerzas físicas y del ánimo, manteniendo entre sí la emulación más viva sobre quien maneja mejor las armas. Los domingos se reúnen los varones a jugar el guachicori o el gomi."  Estos dos son juegos de carrera, en el guachicori llevan por delante unos huesos mancornados, que llaman manea, que van moviendo con ayuda de una vara muy delgada; por otra parte, en el gomi llevan dos bolas de madera del tamaño de una naranja de las que van tirando con el pie.
Se contaron 5000 miembros de dicha etnia a principios del siglo XX, aunque quizá en algún momento pudieron alcanzar los 60 000 miembros. Actualmente, algunos sectores del gobierno mexicano los consideran extintos. Los pocos grupos y descendientes civiles de ópatas intentan preservar su herencia y su lengua.

## Localización geográfica
Los ópatas ocuparon un área extensa en las partes del este y centrales del estado de Sonora, en las cuencas altas de los ríos, que ahora corresponde a casi todos los distritos de Sahuaripa, Moctezuma y partes de Ures y Arizpe. El centro de la civilización ópata fue situado en la región de Sahuaripa. Muchos ópatas emigraron al norte, a Arizona y California, a finales del siglo XIX.

### Distribución tribal
La presencia ópata está documentada en las siguientes localidades, en su mayoría en el estado de Sonora, México:
- Bacanora
- Arizpe
- Aconchi
- Arivechi
- Huépac
- Bacoachi
- Chinapa
- Banámichi
- Sinoquipe
- Baviácora
- Huásabas
- Óputo (hoy: Villa Hidalgo)
- Bacadéhuachi
- Nácori Chico
- Bacerac
- Bavispe
- Huachinera
- Oposura (hoy: Moctezuma)
- Cumpas
- Cuquiarachi
- Cúcuta
- Turicachi
- Tepache
- Terrapa
- Pipita
- Yécora
- Nacozari
- Batepito
- Corodeguachi (hoy: Fronteras)
- Güisamopa
- Pónida
- Pónida